# Günter Berti
Günter Berti (* 31. Juli 1955) ist ein ehemaliger deutscher Fußballspieler. Er bestritt 186 Spiele in der 2. Bundesliga und erzielte dabei vier Tore. Später war er Vorstandsmitglied des SSV Ulm 1846.

## Laufbahn
Berti spielte während seiner gesamten Laufbahn für den SSV Ulm 1846. Mit dem Klub erreichte er 1976 das Finale im WFV-Pokal gegen TV Unterboihingen. In der 118. Spielminute gelang Berti der Treffer zum 1:1-Ausgleich, der die favorisierte Mannschaft ins Elfmeterschießen rettete, das jedoch mit 2:3 verloren wurde. 1979 war er mit der Mannschaft erfolgreicher und konnte den Aufstieg in die 2. Bundesliga Süd feiern. Dort kam er in den folgenden beiden Spielzeiten jeweils in 35 Partien zum Einsatz, beim 5:0-Heimerfolg über FSV Frankfurt am 13. März 1981 gelang ihm mit dem Treffer zum 4:0-Zwischenstand in der 54. Spielminute sein erster Torerfolg im Profifußball. Am Ende der Saison mussten die Spatzen trotz eines hervorragenden fünften Platzes wegen der Zusammenführung der zwei Zweitligastaffeln den Gang zurück in die Drittklassigkeit antreten.
1982 und 1983 konnte der SSV Ulm 1846 jeweils den WFV-Pokal gewinnen, im Finale 1983 gelang Berti erneut ein Torerfolg. Im selben Jahr konnte die Mannschaft auch die Rückkehr in den Profifußball bewerkstelligen. Dort war Berti wiederum Stammspieler und absolvierte auch in seinem dritten Profijahr 35 Spiele. 1985 mussten die Ulmer erneut absteigen, dieses Mal gelang jedoch in der Oberliga Baden-Württemberg 1986 der sofortige Wiederaufstieg. Bis 1988 trat Berti noch für den SSV 1846 in der zweiten Liga gegen den Ball.
In den 1990er Jahren gehörte Berti dem Vorstand des SSV Ulm 1846 an. Nachdem sich der Verein Ende des Jahrzehnts nach dem Aufstieg in die Bundesliga und dem folgenden Absturz aus der Zweitklassigkeit finanziell übernommen hatte und Insolvenz anmelden musste, war er bei den Vereinsmitgliedern umstritten und wurde bei den Vorstandswahlen 2002 nicht im Amt bestätigt.